# Tom Snare
«Tom Snare» є результатом співпраці трьох музикантів; продюсером виступає Ксав'є Декантер. «Tom Snare» прославився своїм хітом, Philosophy, що посів друге місце у французьких хит-парадах на початку 2006 року і зараз його можна зустріти в плейлістах всесвітньо відомих ді-джеїв, таких як Robbie Rivera, Global Deejays та Hi-Tack. Tom Snare також випустили сингли під іншими псевдонімами, такими як «Blue Star», «Pure Star», «Master Of Science»s та «Undertalk». Перший альбом «Tom Snare» — «Tom Snare's World», вийшов у жовтні 2006 року.

## Дискографія

### Альбоми
- Tom Snare's World (2006) FR#108
- Other City (2009)

### Сингли
- Waterfalls (2003)
- Lick It (2005)
- Electro Choc (2006)
- Love Sensation (2006)
- Running (2006)
- Rock on You (2006)
- Fashion Avenue (2006
- More Than a Surprise (2006)
- Philosophy (2006) FR#28
- My Mother Says (2006)
- My Homeworld (2007) FR#20
- Manureva 2007 (2007) (alias Art Meson)
- Apology (2007)
- Don't Talk (2007) (alias Art Meson)
- Find The Rhythm (2007) (alias Tom T or Tom Tonik)
- Waterfalls 2008 (2008)
- Breack In (2008) (alias Art Meson)
- Straight Dancing (2008) (ft. Nicco)
- Other City (2009) (ft. Nieggman)
- I'm Supergirl (2009) (ft. Nieggman) (alias Art Meson)
- The Way To Love (2010)
- Shout (2010) (ft. Nieggman)

### Ремікси
- Hey Girl — Tribal King
- Ou Tu Veux — Arielle Dombasle
- Nous Deux — Clara Morgane ft. Shake